# 夢のつぼみ
「夢のつぼみ」（ゆめのつぼみ）は、日本の声優・歌手である水瀬いのりの楽曲。絵伊子が作詞、渡部チェルが作曲を担当している。2015年12月2日に水瀬のデビューシングルとしてキングレコードより発売された。
この楽曲はテレビ東京のアニメ系情報番組『アニメマシテ』の2015年12月オープニングテーマに起用された。

## 背景
2015年9月、水瀬が20歳の誕生日を迎える同年12月2日にキングレコードからアーティストデビューすることが発表された。水瀬は、憧れている水樹奈々の所属するキングレコードからのデビューは衝撃であり想定外だったと話している。11月にはタイトルが「夢のつぼみ」であることが発表された。
水瀬は子供の頃から音楽活動をしている声優に憧れていて、声優を目指したときから歌を歌いたいという気持ちはあったと話している。デビュー以前には様々なキャラクターソングにおいて水瀬の高い歌唱力が評価されていた。

## 録音、制作、音楽性
カップリング曲を含めて3日連続で録音が行われた。水瀬がハーモニーやコーラスも全て1人で収録している。
作詞はゆいかおりなどの楽曲を手がける絵伊子、作曲はJ-POPや多くのアニメーション主題歌を手がける渡部チェルが務めた。水瀬が曲の選考にも参加し、作詞や作曲への要望も伝えている。作詞については、デビュー曲ということで背伸びをしないメッセージ性のある歌詞にするために、水瀬が「英語を入れず全部日本語で切なさと前向きさを表現してほしい」という希望を伝えた。曲調は疾走感のある力強いギターロック。水瀬は曲を選んだ決め手として、候補の中でもメロディが耳に残り「私が好きな曲調でサビもキャッチーで覚えやすい」ことだと話している。

## リリース、プロモーション
2015年12月2日にキングレコードから発売された。初回封入特典として「特製トレカ」が封入されたほかに、特定の販売店で購入した場合は先着で各チェーン店ごとに全11種類のブロマイドやクリアファイルが特典として配布された。
2015年11月28日放送の文化放送のラジオ番組『A&G TRIBAL RADIO エジソン』に水瀬がコメント出演し「夢のつぼみ」がオンエアされた。また、声優情報誌『Pick-up Voice』2016年1月号に水瀬のインタビューが掲載された。ほかにも本作の発売を記念して、2015年12月2日に開催された『水瀬いのりデビューシングル発売記念“Birthday”ミニライブ＆ポスターお渡し会』を皮切りに、2015年12月から2016年1月にかけてミニライブ＆ポスターお渡し会が開催された。

## アートワーク、ミュージック・ビデオ
ジャケット写真は淡い色の背景の中でシンプルな白い衣装に身を包む水瀬を真正面から捉えた構図になっている。水瀬によればコンセプトは「等身大の自分」で、白いワンピースに裸足という衣装で表情も作らず素のままで挑んだと話している。
ミュージック・ビデオは白い衣装に身を包んだ水瀬が「つぼみ」を育てるために奮闘する姿を描いたドラマ仕立てのストーリーで、最後には水瀬が描いた絵の「つぼみちゃん」と「つぼみくん」が披露されている。ミュージック・ビデオは公式YouTubeチャンネルで公開されたほかに1stアルバム『Innocent flower』初回限定盤のBlu-rayに収録された。

## ライブ・パフォーマンス
デビュー曲であるこの楽曲は2017年1月28日に水瀬が出演した『リスアニ！LIVE 2017』、2017年3月5日に開催された『KING SUPER LIVE 2017 TRINITY』、2017年12月2日に開催された『水瀬いのり 1st LIVE Ready Steady Go!』などにおいて1曲目に披露された。

## シングル収録曲
| #         | タイトル           | 作詞      | 作曲               | 編曲       | 時間  |
| --------- | ------------------ | --------- | ------------------ | ---------- | ----- |
| 1.        | 「夢のつぼみ」     | 絵伊子    | 渡部チェル         | 渡部チェル | 5:01  |
| 2.        | 「笑顔が似合う日」 | 森村メラ  | 松本サトシ         | 原田アツシ | 3:46  |
| 3.        | 「あの日の空へ」   | 藤末樹    | 藤末樹、大谷奈津子 | Mitsu.J    | 4:40  |
| 合計時間: | 合計時間:          | 合計時間: | 合計時間:          | 合計時間:  | 13:27 |

## 参加アーティスト
- All vocals & chorus：水瀬いのり

| 夢のつぼみ - Guitars：坂本光久 - Bass：田辺トシノ - Drums：佐野康夫 - Strings：小池ストリングス - Piano & synthesizer：渡部チェル | 笑顔が似合う日 - Guitars：沢頭たかし - Bass：宮本將行 - Violin：雨宮麻未子, 地行美穂, 銘苅麻野, 榊渚 - All other instruments & programming：原田アツシ (Dream Monster) | あの日の空へ - Vocal produce：SHOW (Digz,Inc Group) - Piano：YADAKO - Violin：雨宮麻未子, 亀田夏江 - Viola：角谷奈緒子 - Cello：渡邊雅弦 - Guitars：Mitsu.J - Piano Arrangement：YADAKO (Digz,Inc Group) - Strings arrangement：船越友貴 (DIGZ MOTION SOUNDS) - All other instruments & programming：Mitsu.J (Digz,Inc Group) |

## メディアでの使用
| # | 曲名               | タイアップ                                               | 出典   |
| - | ------------------ | -------------------------------------------------------- | ------ |
| 1 | 「夢のつぼみ」     | テレビ東京『アニメマシテ』2015年12月度オープニングテーマ | [ 3 ]  |
| 2 | 「笑顔が似合う日」 | 文化放送『水瀬いのり MELODY FLAG』初代エンディングテーマ | [ 24 ] |

## リリース日一覧
| 地域 | リリース日    | レーベル       | 規格                   | 規格品番  |
| ---- | ------------- | -------------- | ---------------------- | --------- |
| 日本 | 2015年12月2日 | キングレコード | CD                     | KICM-1641 |
| 日本 | 2015年12月2日 | キングレコード | デジタル・ダウンロード |           |

## チャート
| チャート                                    | 最高 順位 | 出典   |
| ------------------------------------------- | --------- | ------ |
| 日本・オリコン 週間CDシングルランキング     | 11        | [ 2 ]  |
| 日本・オリコン デイリーCDシングルランキング | 13        | [ 25 ] |
| Billboard Japan Hot 100                     | 44        | [ 26 ] |
| Billboard Japan Hot Animation               | 7         | [ 27 ] |
| Billboard Japan Hot Singles Sales           | 11        | [ 28 ] |

## 収録作品

### アルバム
| 楽曲       | アルバム            | 発売日       | 備考                  |
| ---------- | ------------------- | ------------ | --------------------- |
| 夢のつぼみ | 『Innocent flower』 | 2017年4月5日 | 1stオリジナルアルバム |

### 映像作品
| 楽曲       | アルバム                                     | 発売日         | 備考                      |
| ---------- | -------------------------------------------- | -------------- | ------------------------- |
| 夢のつぼみ | 『Inori Minase 1st LIVE Ready Steady Go!』   | 2018年4月4日   | 1stライブBlu-ray          |
| 夢のつぼみ | 『Inori Minase LIVE TOUR 2018 BLUE COMPASS』 | 2018年10月17日 | 2ndライブBlu-ray          |
| 夢のつぼみ | 『Inori Minase MUSIC CLIP BOX』              | 2019年6月26日  | 1stミュージッククリップ集 |